# پیپت دشتی
پیپت دشتی (نام علمی: Anthus leucophrys) یک گونه از سردهٔ پیپت‌ها است. این گونه، افزون بر نام فارسی، ممکن است از نظر ویژگی‌های ریخت‌شناسی نیز با پیپت خاکی اشتباه شود. پیپت دشتی کمی تپل‌تر و تیره‌تر از پیپت خاکی است و بیشتر حالت ایستاده دیده می‌شود.

## ویژگی‌ها
پیپت دشتی پیپت بزرگی به اندازه ۱۷ سانتی‌متر است. شناسایی آن دشوار است، راه‌راه طولی قهوه‌ای-خاکستری رنگ‌و رورفته در روتنه و کم‌رنگ در زیرتنه با راه‌راه سینه‌ای روشن دارد. نوار ابرویی سفید آشکار و نوار سبیل تیره‌ای دارد. پاها و دم بلند و نوک تیره بلندی دارد. جنس‌ها هم‌شکل‌اند اما جوانها روتنه قهوه‌ای گرمتری دارند. این گونه شبیه دیگر پیپت‌ها، حشره‌خوار و بومی جوجه‌آور در جنوب صحرای آفریقا است. این گونه در زیستگاه‌های باز به‌ویژه علفزارهای کوتاه و زمین‌های کشاورزی دیده می‌شود. آشیانه فنجان‌مانند خود را روی زمین می‌سازد و معمولاً سه تخم می‌گذارد. صدای آن شبیه «سیسیک» و کاملاً متفاوت از صدای «چیلیپ» در پیپت خاکی است.

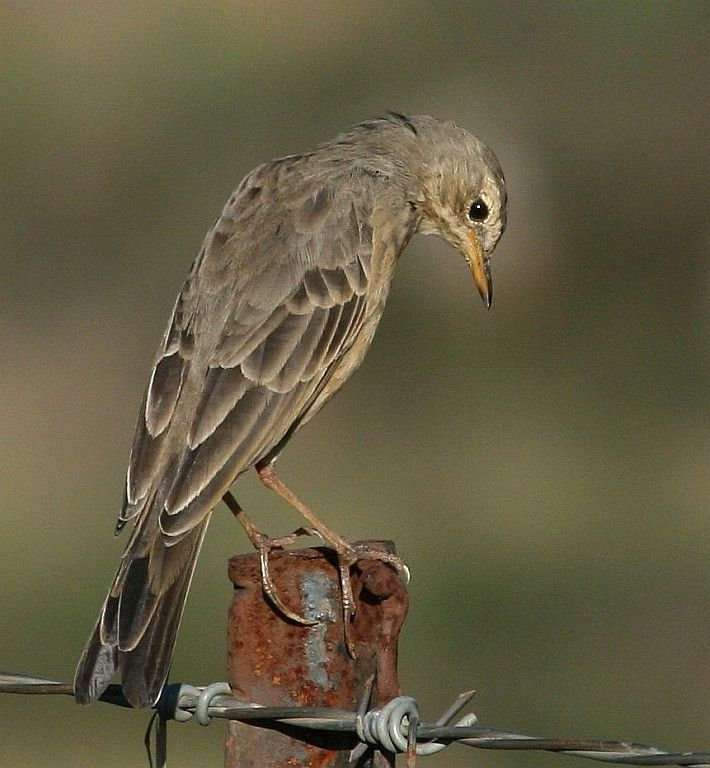